# 川峰さくら
川峰 さくら（かわみね さくら、1986年6月22日 - ）は、日本のAV女優。所属はHYプロダクションである。

## 概要
2006年5月26日に『たわわな乙女』(クリスタル映像)でデビューした。
2010年4月25日をもって引退した。

## アダルトビデオ
2006年
- たわわな乙女（5月26日、クリスタル映像）
- 乙女のドキドキ（6月30日、クリスタル映像）
- A級オナニー CLIMAX24（9月29日、クリスタル映像）

2007年
- 巨乳×爆乳GRANDPRIX SPECIAL11（1月19日、クリスタル映像）
- 暴乳中出しFUCK（2月1日、隼エージェンシー）
- 愛しのフェラチーオVI 17人のザーメン中毒（3月1日、隼エージェンシー）
- Maplemuffin Hotel01（3月9日、ゴーゴーズ）
- CRYSTAL THE BEST 2006 2nd.（3月23日、クリスタル映像）
- 巨乳ED治療クリニック（4月20日、ニューネクスト）
- 乳姫（6月8日、ステージメディア）
- 巨乳女教師欲情(2)（8月5日、ステージメディア）
- 妹のおっぱい10（9月5日、ステージメディア）
- U&K/ダイナマイトレズビアン 3（12月21日、U&K）

2008年
- 偏執狂的快虐至上主義 3（2月8日、U&K）
- 女子校生レイプVIII 犯されまくる10人の女子校生（2月9日、隼エージェンシー）
- 萌乳・18歳（3月1日、エッジ）
- 爆乳4時間（3月1日、隼エージェンシー）
- やっぱりあった!巨乳コンビニ（3月20日、V&Rプロダクツ）
- もみくちゃ!!!（4月7日、桃太郎映像出版）
- プライベート温泉　Icupデート さくら（4月17日、V&Rプロダクツ）
- サディスティックダイエット 99日間監禁!こんなに綺麗になりました。（6月5日、サディスティックヴィレッジ）
- 超絶グラマラスQUEENS（6月20日、image）
- 爆乳保母さんの優しいパイズリ（7月1日、ワンズファクトリー）
- Boin Boin 「総集編。 」Vol.4（8月8日、メディアバンク）
- 競泳水着アイランド in OKINAWA（8月15日、GLAY'z）共演:小林美沙、橘ゆめみ、 他
- VIP限定フルコース! トリプル爆乳メンズエステ（9月1日、ヴィ）
- 巨乳・爆乳 乳舐め吸い vol.3（9月5日、AFRO-FILM）
- 超おっぱい（9月7日、桃太郎映像出版）
- 逆ナンパ部屋風 花びら回転サロン（9月25日、アロマ企画）
- メイド in Prin（9月25日、みるきぃぷりん♪）
- 巨乳・爆乳 乳揉み vol.2（10月3日、AFRO-FILM）
- 巨乳・爆乳 乳舐め吸い コスプレ編 vol.4（10月3日、AFRO-FILM）
- 突然背後から美少女に手コかれちゃった僕。（10月13日、アロマ企画）
- お願いされると断れない、お人よしの爆乳ちゃん（11月1日、エッジ）
- DEKAPAI ism. 仰天爆乳4時間（11月5日、ステージメディア）
- ギガ/スーパーヒロインワイルドバトル（11月14日、ギガ）
- 超豪華有名女優24人 暴れるオッパイ騎乗位コレクション 4th（12月7日、桃太郎映像出版）

2009年
- 爆乳Wボイン（1月13日、MOODYZ）共演:浅田ちち
- てんこ盛り（2月7日、桃太郎映像出版）
- 巨乳パーフェクトレズビアン（2月27日、LADIES♀ROOM）
- 非日常的悶絶遊戯 巨乳ボディコンキャバクラ嬢（3月1日、AVS）
- AV女優再生プロジェクト2 マネージャーとイク!爆乳ハレンチ営業!（3月20日、CHERRIES）
- H cup 爆乳（4月3日、NEEDS）
- 巨乳・爆乳 乳舐め吸い BEST 25人（4月3日、AFRO-FILM）

## テレビ出演
- エロ☆パラNight(ShowTime[1]、2008年1月15日放送出演)